# Rey de la colina

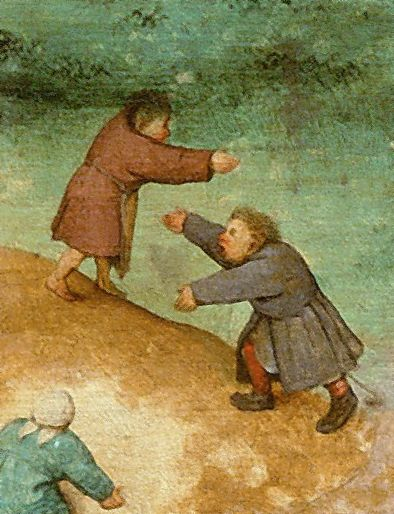
Caricatura del Rey de la Colina

El Rey de la Colina (en inglés King of the Hill), también conocido como "Rey de la Montaña" o "Rey del Castillo", es un juego cuyo objetivo es mantenerse en la cima de una gran colina o montón (o cualquier otra zona designada), como el "rey de la colina". Otros jugadores tratan de echar al actual rey fuera del montón y tomar su lugar, convirtiéndose así en el nuevo rey de la colina.
La forma en que el "rey" puede ser eliminado de la colina depende, en gran medida, de las normas establecidas por los jugadores antes de que empiece el juego. Normalmente la forma más común de eliminar el rey de la colina es empujándolo, pero hay variaciones significativamente más duras, donde están permitidos puñetazos o patadas. Como tal, el juego está prohibido a menudo en las escuelas.
El rey de la colina es también una forma de jugar en airsoft y en "woodsball", variante del paintball.

## Uso como metáfora
El nombre del juego se ha convertido en una metáfora para cualquier tipo de juego competitivo de suma cero o actividad social en la que un único ganador es elegido entre varios competidores, y una jerarquía es elaborada por las cimas que los competidores alcanzan en la colina, y donde ganar solo puede lograrse a costa del desplazamiento del anterior ganador. El juego también prestó su nombre a King of the Hill, una serie de animación americana.

## En videojuegos
El rey de la colina se ha presentado como una variante de juego en muchos videojuegos, sobre todo en juegos de disparos en primera persona como Halo: Combat Evolved y el más tradicional Perfect Dark. También es una opción en algunos juegos de perspectiva aérea, como muchos de la serie Army Men. En estas versiones del juego, un jugador o equipo de jugadores deben mantener el control de un área específica o objeto durante una cantidad predeterminada de tiempo. Cuando esa cantidad de tiempo es alcanzada, la ronda finaliza o una nueva área es designada en el mapa. En la variante virtual, los jugadores son, por lo general, eliminados de la colina matándolos.